# Double-Edged Sword
"Double-Edged Sword" é o 14.° episódio da quinta temporada da série de televisão de comédia de situação norte-americana 30 Rock, e o 92.° da série em geral. Foi realizado por Don Scardino e teve o seu enredo escrito por Kay Cannon e Tom Ceraulo; Scardino e Cannon também atuavam como produtores da temporada. A sua transmissão original nos Estados Unidos ocorreu através da rede de televisão National Broadcasting Company (NBC) na noite de 10 de Fevereiro de 2011. Diversos atores fizeram uma participação especial no episódio, incluindo John Cho, Jeff Hiller, David Wilson Barnes, Brian Haley, Barbara Christie, e Jenn Schatz. Matt Damon e Elizabeth Banks também fizeram participações, repetindo os seus respetivos desempenhos como Carol Burnett e Avery Jessup.
No episódio, o executivo Jack Donaghy (interpretado por Alec Baldwin) viaja para Toronto, Canadá, com a sua esposa Avery (Banks), que entra inesperadamente em trabalho de parto, levando o casal a tentar retornar aos Estados Unidos para que o bebé nasça em solo norte-americano. Entretanto, Liz Lemon (Tina Fey) embarca num avião pilotado pelo seu namorado Carol (Damon), mas a decolagem é atrasada indefinidamente, resultando em um conflito entre os dois. Ao mesmo tempo, Tracy Jordan (Tracy Morgan)  enfrenta a pressão decorrente da conquista do seu EGOT, confrontando-se com as exigências e formalidades que a nova fase de sua carreira impõe.
Em geral, os críticos especialistas em televisão do horário nobre acharam "Double-Edged Sword" bem elaborado e divertido, embora a trama de Tracy tenha sido recebida com opiniões divergentes. A atuação de Matt Damon foi universalmente aclamada, sendo considerada um dos destaques do episódio e da série como um todo. Tanto ele como Elizabeth Banks receberam nomeações ao Prémio Emmy pelas suas participações, assim como Tina Fey. Hoje  "Double-Edged Sword" é amplamente reconhecido como um dos melhores episódios da série por periódicos como Paste e Vanity Fair, com especial destaque sendo dado à dinâmica entre Liz e Carol, cuja separação foi mencionada em diversas listas como uma das mais engraçadas da televisão.

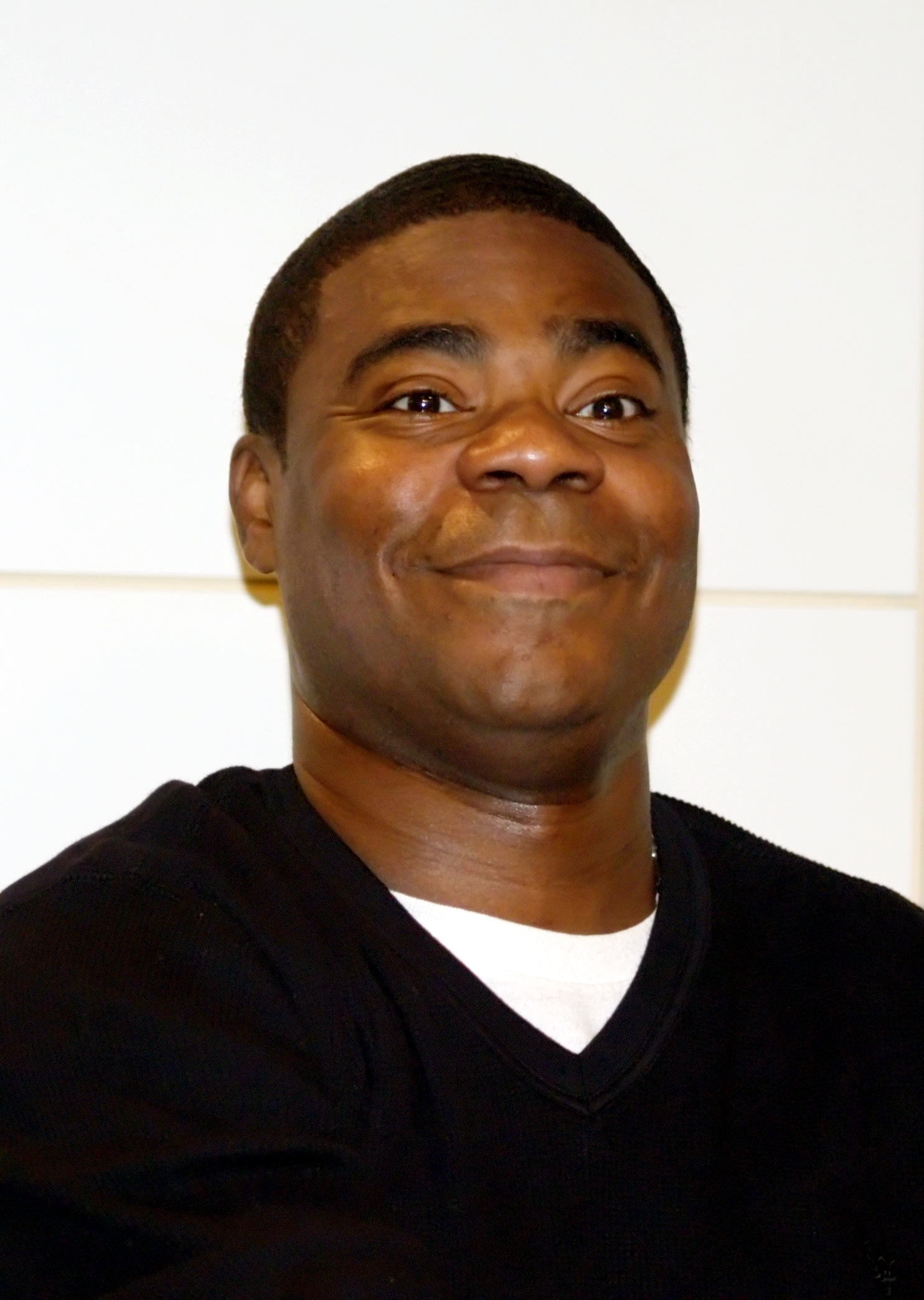
A trama da personagem de Tracy Morgan não foi bem recebida, mas os críticos reconheceram a necessidade do ator de se ausentar da série.

De acordo com os dados publicados pelo sistema de mediação de audiências Nielsen Ratings, "Double-Edged Sword" foi assistido por uma média de 4 milhões e 593 mil agregados familiares durante a sua transmissão original norte-americana, e foi-lhe atribuída a classificação de 2,3 e 6 de share entre os telespectadores pertencentes ao perfil demográfico dos 18 aos 49 anos de idade. No contexto da temporada televisiva dos Estados Unidos de 2010–11, estes números fizeram de 30 Rock o maior sucesso da NBC do seu horário de transmissão, no qual 30 Rock destacou-se como o programa mais visto entre os jovens adultos e homens dos 18 aos 34 anos naquela noite.

## Produção e desenvolvimento

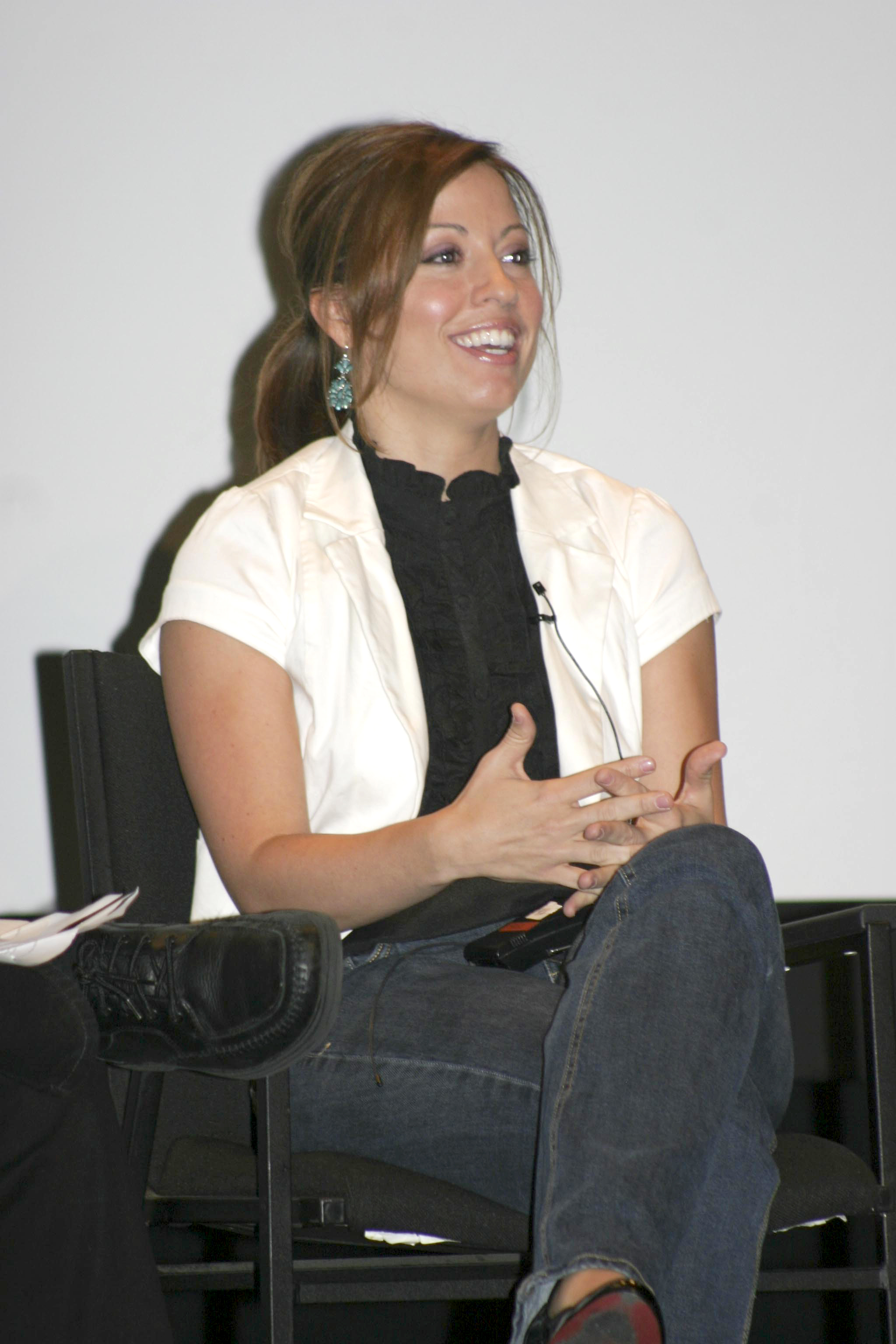
Este foi o nono episódio de 30 Rock cujo guião foi escrito por Kay Cannon.

"Double-Edged Sword" é o 14.° episódio da quinta temporada de 30 Rock. As suas filmagens aconteceram a 29 de Outubro de 2010 nos Estúdios Silvercup em Manhattan, Cidade de Nova Iorque. O episódio foi realizado por Don Scardino — marcando esta a sua 33.ª vez a trabalhar na realização de um episódio de 30 Rock, a maior quantidade por qualquer realizador da série — e teve o seu enredo redigido por Tom Ceraulo e Kay Cannon, marcando a terceira e nona vez que eles recebem crédito pelo guião de um episódio da série, respetivamente. Scardino e Cannon eram também responsáveis pela produção da temporada. Embora os nomes dos atores Judah Friedlander e Keith Powell, respetivos intérpretes das personagens Frank Rossitano e James "Toofer" Spurlock, tenham sido listados nas sequências de créditos de "Double-Edged Sword", eles não participaram do episódio.
O ator Matt Damon participou de "Double-Edged Sword" interpretando pela quarta e última vez em 30 Rock o piloto Carol Burnett, personagem introduzida originalmente em "I Do Do", episódio final da quarta temporada. Damon voltou a dar vida ao papel nos episódios "The Fabian Strategy" e "Live Show". Durante o voo pilotado por Carol é exibido o programa fictício Gals on the Town, uma produção da NBC criada dentro do universo de 30 Rock. Esse mesmo programa viria a reaparecer na temporada final do seriado Unbreakable Kimmy Schmidt. No episódio "Run, Kimmy!", a personagem principal Kimmy Schmidt (Ellie Kemper) cria uma conta no serviço de streaming HouseFlix e, ao navegar pelas opções de entretenimento, encontra Gals on the Town disponível no catálogo. Além da criadora Tina Fey em comum, os elencos de 30 Rock e Unbreakable Kimmy Schmidt compartilham diversos nomes: Jon Hamm, que interpretou o Dr. Drew Baird em 30 Rock, assumiu o papel do Reverendo Wayne Gary Wayne em Unbreakable Kimmy Schmidt; Jane Krakowski, intérprete de Jenna Maroney em 30 Rock, encarnou Jacqueline na série posterior; enquanto o ator Mike Carlsen, que fez uma breve participação especial em 30 Rock no episódio "When It Rains, It Pours" como um trabalhador de construção, desempenhou um papel semelhante mais abrangente em Unbreakable Kimmy Schmidt. A recorrência de atores e elementos fictícios levou a imprensa a especular sobre uma possível ligação entre as duas séries. Quando questionados pela Entertainment Weekly, ambos Fey e o co-criador Robert Carlock negaram oficialmente qualquer continuidade narrativa entre os universos das duas séries.
O episódio contou com o regresso da atriz convidada Elizabeth Banks, desempenhando Avery Jessup pela quinta vez nesta temporada e pela 11.ª vez ao longo da série. A sua narrativa em "Double-Edged Sword" gira em torno da tentativa de regressar do Canadá aos Estados Unidos para garantir que a filha nasça em solo norte-americano. Este enredo é acompanhado por uma série de piadas e estereótipos sobre o país vizinho. Uma dessas piadas menciona, incorretamente, que o número de emergência no Canadá é 272, quando na realidade o país utiliza o mesmo número que os Estados Unidos: 911. Além disso, segundo a legislação norte-americana, uma criança nascida fora dos EUA de dois pais cidadãos norte-americanos é automaticamente considerada cidadã dos EUA desde o nascimento, o que torna a preocupação de Avery e Jack tecnicamente infundada. Na conclusão do episódio, já num hospital canadiano e após o parto, o casal é informado de que não precisará pagar pela assistência médica, pois a estadia estaria coberta pelo sistema público de saúde do Canadá. Essa afirmação, no entanto, não corresponde à realidade, já que esse sistema atende apenas cidadãos e residentes permanentes do país. Indignado, Jack declara que encontrará algum canadiano disposto a aceitar o seu dinheiro, sendo imediatamente interrompido pelos créditos, que destacam o nome do produtor executivo Lorne Michaels, ele próprio canadiano.  Outras participações especiais no episódio foram de Jeff Hiller como Stewart, David Wilson Barnes como Thomas, e Brian Haley no papel de Dave. O ator asiático-americano John Cho também participou desempenhando Lorne, um aceno direto ao produtor executivo da série. Embora neste episódio tenha interpretado o assistente de bordo Stewart, Hiller participou de "Reunion" na terceira temporada dando vida a um empregado de hotel.
O arco narrativo de Tracy envolvendo a sua busca pelo estatuto de EGOT — vencedor dos prémios Emmy, Grammy, Óscar e Tony — alcança o seu clímax neste episódio. Essa história começou quando Tracy, ao ver um vistoso colar cravejado com as letras "EGOT" numa loja de penhores, decide que deseja conquistar os quatro galardões. A joia é uma paródia inspirada no ator Philip Michael Thomas, que cunhou o termo "EGOT" e criou um colar mais discreto para simbolizar a sua ambição de vencer todos os prémios num prazo de cinco anos. Embora Thomas nunca tenha atingido tal façanha, a ideia capturou a imaginação dos argumentistas de 30 Rock e tornou-se o cerne da jornada de Tracy, concebida pela argumentista Cannon. Em "Double-Edged Sword", descobre-se que Tracy finalmente conquistou um Óscar, completando assim o seu EGOT. Contudo, longe de se sentir realizado, ele percebe que agora está preso a uma rotina de ator sério, exatamente o que nunca desejou para si. Como resposta, foge para África, numa sátira ao retiro do comediante afro-americano Dave Chappelle, que abandonou a indústria no auge da carreira. Tracy Morgan, intérprete de Tracy Jordan, revelou posteriormente que este enredo foi desenvolvido intencionalmente para justificar a sua ausência, pois precisava submeter-se a um transplante renal. Em consequência disso, o ator não participou dos dois episódios seguintes ("It's Never Too Late for Now" e "TGS Hates Women") e teve sua presença reduzida nos demais capítulos da temporada. A sua ausência representou um desafio não apenas narrativo, mas também emocional, já que a equipa de produção se mostrava genuinamente preocupada com a sua saúde.
Os argumentistas de 30 Rock, inclusive como Vali Chandrasekaran e John Riggi, reconheceram abertamente que, apesar de ser frequentemente desorganizado e difícil de dirigir, Morgan possuía um talento cênico inquestionável. A sua presença preenchia um espaço criativo significativo dentro da série, um espaço que, com sua ausência, precisaria ser redistribuído cuidadosamente. Embora a equipa tenha conseguido, ao menos temporariamente, preservar a dinâmica do programa, havia um consenso de que a ausência prolongada do ator comprometeria inevitavelmente o equilíbrio tonal da série. Diante desse desafio, os guionistas optaram por investir mais atenção em personagens secundários, sobretudo Pete Hornberger, interpretado por Scott Adsit. Originalmente concebido como o melhor amigo e conselheiro informal de Liz, Pete fora gradualmente relegado a segundo plano à medida que a relação entre Liz e Jack se tornava o eixo central da narrativa. Com Tracy fora de cena, os guionistas viram a oportunidade de reacender a presença de Pete, atribuindo-lhe tramas próprias e permitindo que ele explorasse nuances até então negligenciadas. Tanto os colegas de elenco quanto a equipa criativa elogiaram Adsit pela sua versatilidade e profissionalismo, mesmo quando a sua personagem era subutilizada. Não obstante, o consenso entre os criadores era de que, apesar das soluções provisórias, 30 Rock era mais forte com Tracy presente, tanto em cena quanto nos bastidores.
Ao longo da série, o ator norte-americano Mickey Rourke é frequentemente invocado como referência cómica para satirizar os excessos da fama, os altos e baixos da indústria do entretenimento e os estereótipos em torno de celebridades em decadência. Jenna Maroney é a personagem mais ligada a essa sátira, e menciona repetidamente um alegado relacionamento amoroso com o ator que, segundo a própria Jenna, teve um desfecho conturbado, incluindo o envio de um buquê cheio de tarântulas enquanto ela se recuperava de um colapso nervoso. As menções a Rourke começaram em "Kidney Now!", com Jenna a revelar ter tentado namorar com o ator. Desde então, ela passou a fazer afirmações cada vez mais surreais, como a de que ele tentou matá-la com uma espada de dois gumes — referência feita diretamente em "Double-Edged Sword" — e que ele teria "reinventado-a, destruído-a e reconstruído-a do nada sexualmente." A personagem mantém esse fio narrativo até o episódio final da série, "Last Lunch", no qual quebra a quarta parede e revela, de forma inesperada, que nunca conheceu Rourke de verdade. Em entrevista ao portal The Hollywood Reporter, a atriz Jane Krakowski afirmou com ironia e humor que o arco narrativo "parece intrigante. Eu pensei muito nisso, e estou um pouco perturbada. Eu não sei, nós de repente escolhemos pessoas. [...] Passou um longo período desde que eu estive com Mickey Rourke..."

## Enredo
Tracy Jordan (interpretado por Tracy Morgan) finalmente conquista o tão almejado Óscar e, com isso, completa o seu objetivo de vida: alcançar o cobiçado EGOT — Emmy, Grammy, Óscar e Tony. No entanto, o que deveria ser o auge da sua carreira acaba por transformar-se num fardo inesperado. A sua imagem pública sofre uma metamorfose súbita; de excêntrico imprevisível, passa a ser visto como um artista consagrado, elogiado em particular pela sua atuação dramática no filme Hard to Watch, que lhe rendeu o prémio. Mas a aclamação crítica não lhe traz paz. Tracy sente-se desconfortável com o novo estatuto. A fama "respeitável" obriga-o a participar de jantares aborrecidos, escutar discursos emocionados de atrizes brancas, e até a aceitar um convite para discursar na cerimónia de graduação da Universidade Cornell, uma proposta que considera tão insultuosa que o leva a desatar a falar de si próprio na terceira pessoa. Na sua mente, algo precisava ser feito para reverter o curso. Determinado a sabotar a sua nova reputação, Tracy empreende uma série de ações cada vez mais absurdas, incluindo a compra de um chimpanzé mágico, que acaba por se afogar. Mesmo assim, a sua imagem permanece intacta.em conseguir destruir a percepção pública que o envolve, Tracy abandona repentinamente as gravações do TGS with Tracy Jordan e parte para África, em busca de anonimato, liberdade e distância do mundo das celebridades.
Enquanto isso, Liz Lemon (Tina Fey) decide tirar umas férias com o seu namorado Carol Burnett (Matt Damon), um piloto de avião responsável por pilotar o avião no qual vão viajar. Porém, o que deveria ter sido uma escapada tranquila rapidamente se transforma num pesadelo claustrofóbico. O avião permanece na pista por horas, sem nunca descolar. Carol tenta apaziguar os passageiros com anúncios vagos, repetindo que o avião partirá "daqui a cerca de meia hora." Liz, frustrada com a passividade do namorado, sugere que voltem ao terminal, mas Carol insiste que está no controlo da situação. É então que a tensão se instala entre os dois. Carol, numa tentativa de manter a autoridade, conta com a cumplicidade da tripulação para isolar Liz, um gesto que só alimenta o seu descontentamento. Quando a situação atinge o limite e Carol, chega a apontar uma arma a Liz, os dois têm uma epifania amarga: aquilo que os unira — a semelhança de temperamento, teimosia e sarcasmo — tornara-se insuportável. A relação termina ali mesmo.
Em paralelo, Jack Donaghy (Alec Baldwin) e Avery Jessup (Elizabeth Banks) enfrentam um dilema próprio. Durante uma viagem ao Canadá, Avery entra inesperadamente em trabalho de parto. Porém, movidos por um patriotismo exacerbado, e por ambições políticas futuras, o casal recusa-se a deixar que a filha nasça fora do solo norte-americano. Decidem, então, encontrar uma forma de regressar aos Estados Unidos antes do parto. A única boleia disponível é uma carrinha duvidosa que, para seu espanto, também funciona como laboratório de metanfetamina móvel. Com o tempo a esgotar-se e as contracções a intensificarem-se, Jack finalmente aceita o inevitável. O sonho da nacionalidade presidencial dá lugar ao instinto de proteção. Ele conduz Avery a um hospital canadiano, compreendendo, no momento mais crítico, que salvar o dia é mais importante do que moldar o futuro.

## Referências culturais

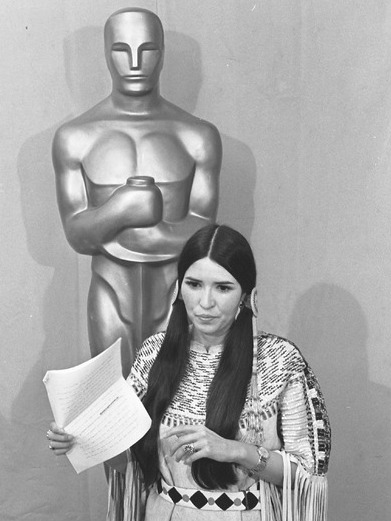
O episódio parodiou a aparição de Sacheen Littlefeather na cerimónia do Óscar.

## Transmissão e repercussão

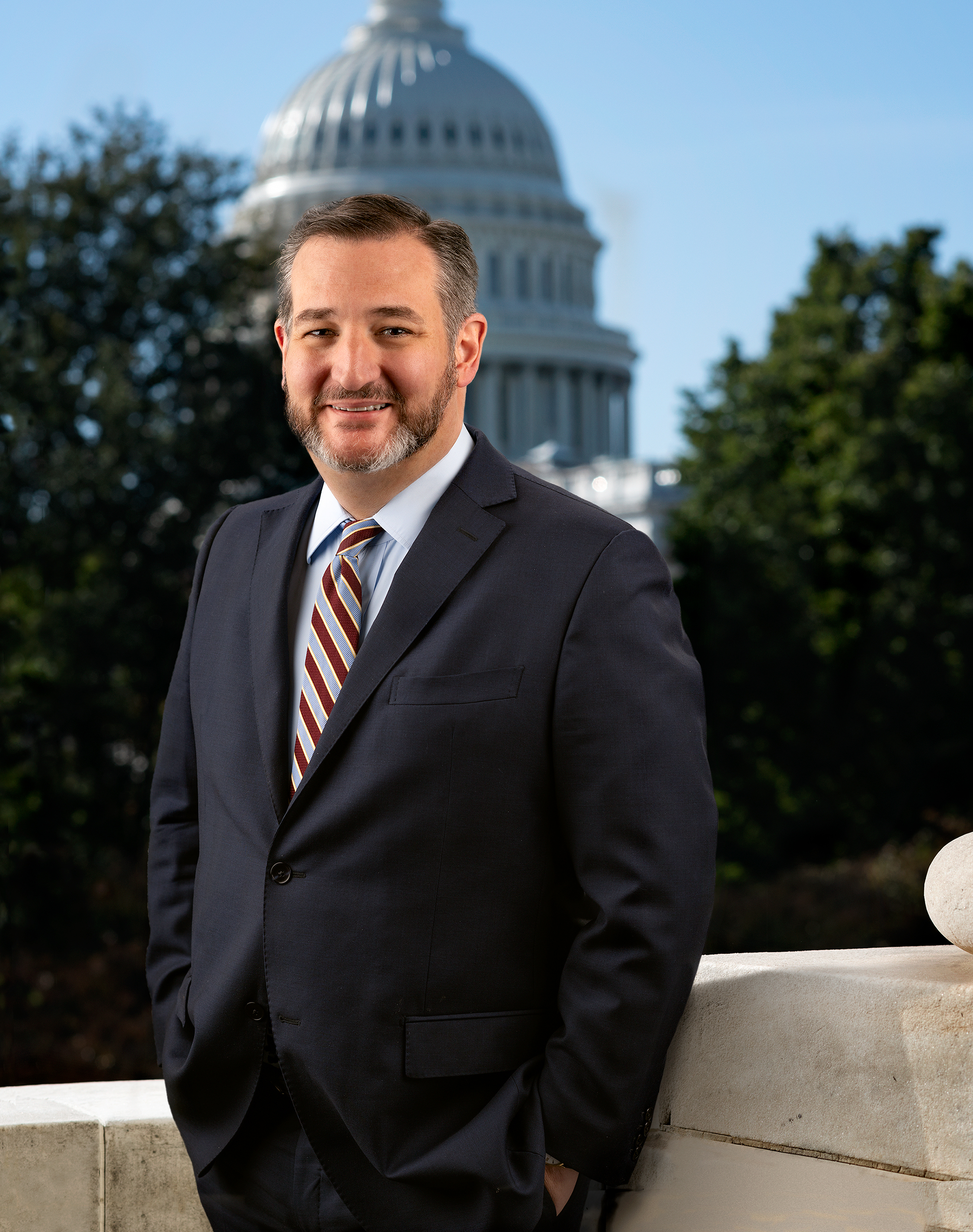
Em 2016, o episódio foi relembrado aquando da questão sobre a eligibilidade de Ted Cruz à presidência norte-americana.